# Steady&Co.
Steady&Co.（ステディ・アンド・コー）はDragon Ashの降谷建志とBOTSのプロデュースによって2001年に結成されたスペシャルユニットである。WARNER MUSIC JAPAN所属。

## 概要
元々は、BOTSがDragon Ash加入以前に降谷建志に「将来、Dragon Ash以外で色々できたらいいね」の一言をきっかけに結成したユニットで、始めはZeebraのリミックスやSugar Soulなどのプロデュースを手掛けていた。
その後、Dragon Ashが開催していたイベント「TMC」(Total Music Communication)で親交を深めたSHIGEOとILMARIを誘い新たに始動した。
アルバムにはwyolicaのazumiがゲストボーカルとして参加している。

## メンバー
- 降谷建志（Dragon Ash）MC
- BOTS（Dragon Ash）DJ
- ILMARI（RIP SLYME）MC
- SHIGEO（スケボーキング）MC

## ディスコグラフィー

### シングル
1. Stay Gold（2001年7月18日）
2. 春夏秋冬（2001年10月24日）
3. Only Holy Story feat.azumi(wyolica)

### アルバム
1. CHAMBERS（2001年11月28日）

## 参加作品
- ZEEBRAのリミックスアルバム「THE RHYME ANIMAL REMIX E.P.2」(1999年02月24日)の「真っ昼間リミックス[Remix]」に参加。(Kj、BOTS)
- 佐野元春のアルバム「Stones and eggs」の「GO4 Impact」(1999年8月25日)に参加。(Kj、BOTS)
- Sugar Soulのシングル「Garden」(1999年09月08日)に参加。(Kj、BOTS)
- wyolicaのシングル「風をあつめて」(1999年10月01日)に参加。(Kj、BOTS)
- SBKのシングル「EPISODE 1」(2000年03月23日)の「EPISODE1-Paipa-Mix- remixed by Steady & Co.（Kenji Furuya+BOTS）」に参加。(Kj、BOTS、SHIGEO)
- MIHOのシングル「OVER / ESPERANZA」(2000年06月07日)の「ESPERANZA」に参加。(Kj、BOTS、SHIGEO)
- AIRのアルバム「Flying colors」(2001年3月14日)の「Right Riot」に参加。(Kj、BOTS)